# Nils Ragvaldsson
Nils Ragvaldsson ou Nicolaus Ragvaldi (né vers 1380 mort le 17 février 1448) est  archevêque d'Uppsala, Suède, de 1438 à 1448.

## Biographie
Nils Raggvaldsson est issu d'une famille noble du Södermanland. Parent d'un prévôt de Strängnäs. Il est d'abord évêque de Växjö le 16 janvier 1426. Il reçoit ensuite le décanat du chapitre de chanoines de la cathédrale avant de devenir archevêque en 1438. Il pratique un large népotisme avec les fils de ses sœurs: Biger Bigersson († 1450)  devient prévôt, Erik Bigersson évêque de Strängnäs et Bengt Knutsson († 1462) évêque de Västeras.
Il se fait remarquer au Concile de Bâle le 12 novembre 1434, en faisant  un discours dans lequel il soutient que le roi de Suède Éric de Poméranie est le « roi de Goths » et que de ce fait la délégation suédoise doit bénéficier d'une considération particulière... Son propos est à l'origine du Gothicisme et d'une longue controverse avec le cardinal Nicolas de Cues. Les notes relevées alors et leurs échanges furent préservées et incluses par Johannes Magnus lorsqu'il composa son influente Historia de omnibus Gothorum Sueonumque regibus environ 150 ans plus tard. Ses recherches sont à l'origine de l'adoption par le fils de  Gustave Vasa du nom de règne de  « Éric XIV de Suède », ce que son père avait désapprouvé.